# 188.
◄ | 1. stoljeće | 2. stoljeće | 3. stoljeće | ►
◄ | 150-ih | 160-ih | 170-ih | 180-ih | 190-ih | 200-ih | 210-ih | ►
◄◄ | ◄ | 185. | 186. | 187. | 188. | 189. | 190. | 191. | ► | ►►
Astronomija • Književnost • Kršćanstvo

## Događaji
- Kasniji rimski car Pertinaks postaje prokonzul Afrike

## Rođenja
- 4. travnja – Karakala, rimski car († 217.)

## Vanjske poveznice
|  | Zajednički poslužitelj ima još gradiva o temi 188. |